# ヨハネス・アモス・コメニウス

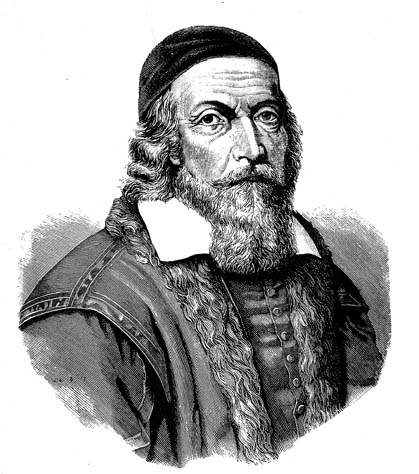
コメニウスの肖像画

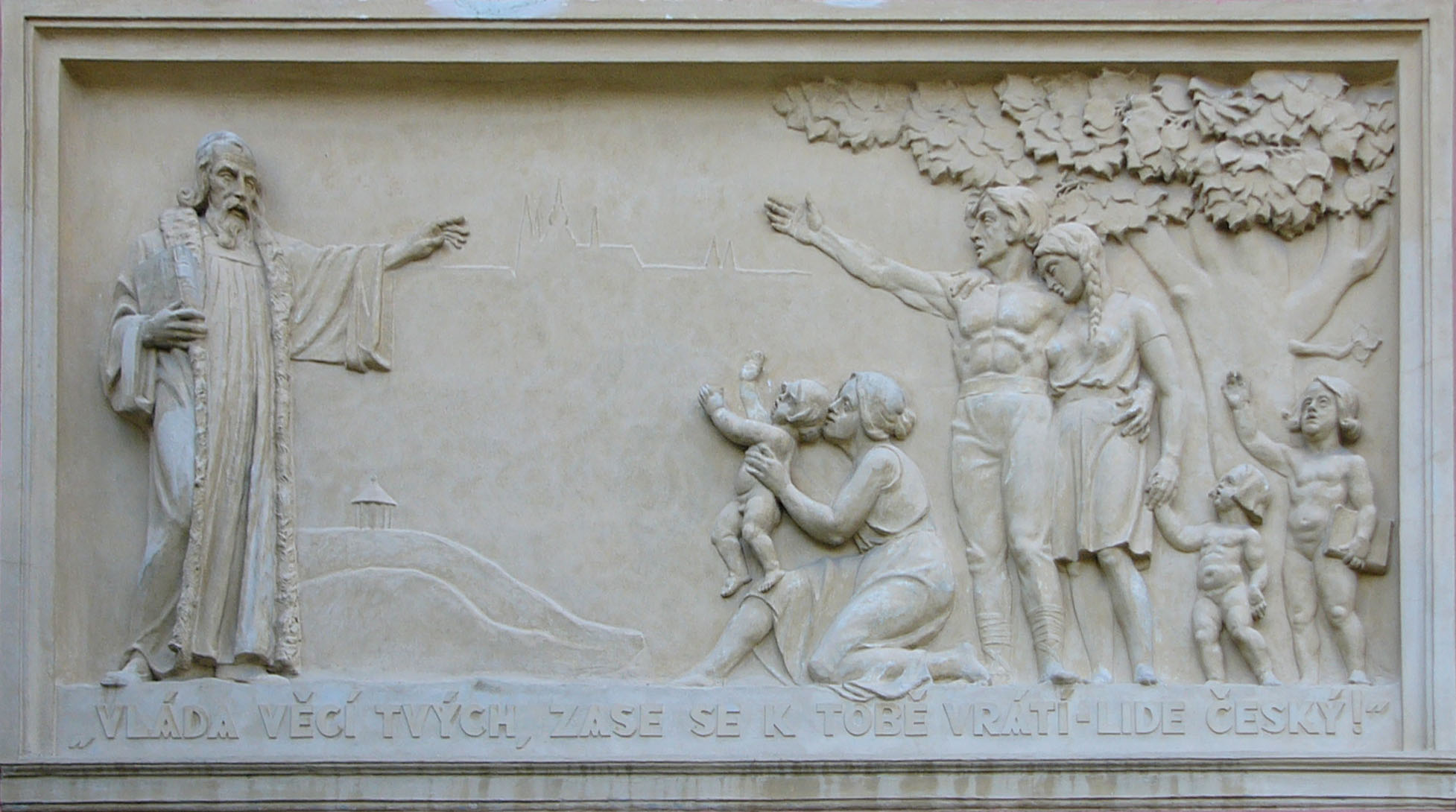
チェコのDolayの学校にあるレリーフに描かれたコメニウス

ヨハネス・アモス・コメニウス（Johannes Amos Comenius、1592年3月28日 - 1670年11月15日）は、モラヴィア東部（ワラキア地方）・ニヴニツェ Nivnice/Nivnitzで生まれた教育学者。本名は、ヤン・アーモス・コメンスキー（Jan Ámos Komenský）という。コメニウスはラテン語の執筆活動名。もっとも、コメンスキーという苗字も生まれた村の名前にちなんで本人が後日考え出した名前だという。
1988年から1993年まで流通した旧チェコスロバキアの20コルナ紙幣に肖像が使用されていた。現在のチェコの200コルナ紙幣の肖像画の人物である。

## 経歴
コメニウスは両親を若い時に亡くした。1609年ころ、ポーランドのソッツィーニ派を知り、神学の研究を続けていた。1616年に司祭に叙階される。家族はプロテスタントであったが、1617年以降、ボヘミアに統合されたモラヴィアではプロテスタントを弾圧する宗教的な混乱が相次ぎ、1618年5月23日、第二次プラハ窓外投擲事件が起こった。このボヘミヤでの残虐行為をコメニウスが目撃し、深く悲しみ悩んだ。そして、この狂気で残虐の迷宮から抜け出せるのは、子どもに与える新しい教育だけであると考えるようになった。1620年11月3日、ボヘミヤのプロテスタントの集団がビーラ・ホラーでの戦いに敗れ、コメニウスは虐殺の現場に居合わせた。1627年7月カトリックだけを国教とする法律が公布され、長い逃亡生活に入った。その間に妻と2人の息子を亡くし、1628年、ポーランド西部のレシュノにたどり着いた。
モラビア兄弟団あるいは共同生活の兄弟団というプロテスタントの一派の代表の1人で、その教団の営む教育施設の監督を勤めた。三十年戦争およびその後の宗教戦争で故国を追われ、終生、故郷に戻ることはなかったものの、学校改革の指導者、教育改革の提言者にして、宗教的な福音の宣教者として、ヨーロッパ中の宮廷や議会から助言を求められた。そのなかには宰相リシュリュー、スウェーデン宰相オクセンシェルナ、ドイツ、ハンガリーの諸侯にイギリス議会、アムステルダム市会も含まれていた。
1657年にアムステルダム（オランダ）に移住し、そこで『教授学著作全集』を刊行し、1670年に生涯を閉じた。

## 年表
1592年3月28日生誕。生誕地はニヴニッツェ、コムニャ、ウヘルスキー・ブロトなどと言われはっきりしない。
1600年頃ウヘルスキー・ブロト在住。
1604年頃、両親死亡。ストラージュニッツェの叔母ズザナ・ノサーロヴァー宅へ
1605年5月4日ハンガリーの軍隊によってストラージュニッツェ崩壊。親戚の家へ。
1608年以降プシェロフ兄弟教団の学校ギムナジウム入学。
1609年頃ポーランドのソッツィーニ派を知る 。
1611年へルボルンのナッサウ大学に登録。アルシュテットに師事 。
1613年ハイデルベルク大神学部登録。ダビデ・パレウスに師事。
1614年春プラハ経由でモラビアへ帰還 。プシェロフの学校で教える 。
1616年プシェロフ兄弟教団の牧師に（ミクラーシュ・ドラビークも一緒に。未完成の『全事物界の劇場』（チェコ語の百科全書）を企画。
1618年以降フルネックで兄弟教団事務所と学校の管理人に 。最初の妻マグダレナ・ヴィゾフスカーと婚約。
1619年息子誕生（名前不詳）。『天へ手紙』（チェコ語で書い最初の書）出版。
1620年冬-21年春スペインとイタリアの軍隊フルネックを占領 。
1621年-22年冬フルネツクから逃亡。ジェロチーンの所領に隠れる 。
1622年『完全性の省察』（離れている妻に捧げた書）プシェロフにいた妻マグダレナと二人の息子の死 。ブランディースに潜伏 。『憂愁の人』。
1623年『現世の迷宮と心の楽園』ジェロチーンに献上（出版は1631年）
1624年兄弟教団監督ヤン・ツイリルの娘ドロタ・ツィリロヴァーと再婚 。
1625年教団の任務での初の国外使節 （シレジア、ポーランド、ブランデンブルク、モラビアなど） 預言者クリストフ・コッターと会う。兄弟教団の亡命の準備でレシュノ訪問。ベルリンでラディスラフ・ヴェレンと会談 。
1626年国外使節（ベルリン、ハーグ、アムステルダム）。ヴェレンの伝言とコッターの預言を追放されたボヘミア王フリードリヒに手渡す 。
1627年コメニウスの『モラビアの地図』アムステルダムで出版。長女誕生。幻想家の女性クリスチナ・ポニアトウスカーに出会う 。『教授学（チェコ語）』の構想 。
1628年レシュノに亡命。次女アルジュビェタ誕生。レシュノのギムナジウムの教師になる 。
1630年『母親学校の指針』（出版は1633年） 
1631年『開かれた言語の扉』『教授学』『甦るハガイ』 
1632年プシェロフ兄弟教団の監督に選ばれ、同時に教団の執事になる。パトロンのスウェーデン王グスタフ2世戦死。同じくパトロンのボヘミア王フリードリヒ5世も死亡 。
1633年ラテン語教科書『前庭』『自然学綱要』
1636年レシュノの領主ラファエル・レシュチーンスキ、老カレル・ジェロチーンが死亡 。
1637年ハートリブによって『コメニウスの汎知学の試みの序曲』オックスフォードで出版 。
1639年ロンドンでコメニウスの『汎知学の先駆』出版 。
1641年イギリス渡航 。リンカーン主教で後にヨーク大主教となるジョン・ウィリアムズと会談。『光の道』（出版は1668年） 
1642年春革命的市民戦争によって活動できなくなる。フランス宰相リシュリューからの招請を拒絶 。オランダとスウェーデンの商人ルイ・デ・ヘールからスウェーデンへの招待。エンデゲストでフランスの哲学者デカルトと会談 。パトロンのデ・ヘール、クリスチーナ女王、宰相オクセンシェルナと議論 。スウェーデン領のエルビングに移住 。
1643年ペトル・フィグルスをスウェーデンに派遣 。三女誕生 。
1644年エルビングのギムナジウムの教授となる。この頃『人間に関わる事柄の改善についての総審議』に着手 。
1646年息子ダニエル誕生。『最新言語方法』（出版は1648年頃） 
1646年ペテロ・フィグルスとスウェーデンへ。宰相オクセンシェルナや女王クリスチーナと討論。
1647年『ボヘミア教会の迫害の歴史』 エルビンクからレシュノへ帰還 。
1648年夏教団主席監督に選出される。
1649年ヤナ・ガユソヴァーと三度目の結婚 (2人目の妻とは前年死別)
1650年『死に行く母、ボヘミア兄弟教団の遺言』『独立派、永遠の混乱の原因』。レシュノで兄弟教団の宗教会議。教団を解体せず、維持に努めることを決定。ラーコーチ家の招請によりハンガリーのシャロシュ・パタクへ。5月にレシュノ帰還 。10月シャロシュ・パタクのラテン語学校の改革を委ねられる 。
1651年ドラビークの預言 。『汎知学校』の構想出版。ジクムント侯に未刊の書『ナタンからダビデへの秘話』献上 。
1652年パトロンのルイ・デ・ヘールが死亡。ローレンスが志を継ぎ、支援継続。
1654年春『民族の幸福』、ゲオルク・ラーコーチ二世に献呈。『演劇学校』（出版は1656年シャロシュ・パタクで）6月シヤロシユ・パタクを離れレシュノへ帰還。
1655年末『カール・グスタフへの称賛』出版 
1656年レシュノの占領と焼き打ち シレジアから、フランクフルト経由でオランダへ。
1657年アムステルダムで『教授学著作全集』出版 。預言集『闇の中の光』出版 。
1658年ニュルンベルクで初の挿絵入り教科書『世界図絵』出版 
1661年『モンタヌス宛の手紙』 
1662年『人間に関わる事柄の改善についての総審議』の 最初の二巻『汎覚醒』と『汎啓明』出版 
1665年預言集『闇からの光』『エリヤの叫び』執筆 開始
1666年パトロン、ローレンス・デ・ヘールの死 
1667年アムステルダムで『平和の天使』出版 
1668年『光の道』『唯一必要の事』 。サミュエル・マレジウスとの論争をし『兄弟の警告の継続』を執筆 。
1670年1月弟子であり娘婿であるペトル・フィグルス死亡。
1670年11月15日アムステルダムで死亡。ナールデンにある改革教会の寺院に埋葬される 。

## 現代教育への貢献
現代の学校での教育すなわち学校教育のしくみを構想した。今日、日本をはじめ多くの国でみられる同一年齢・同時入学・同一学年・同一内容・同時卒業といったしくみは、コメニウスの構想に発するものである。また、コメニウスは、女子にも男子同様の能力がある、それどころかしばしば男子よりも優れた能力があると主張し、女子教育の必要性を説いた。コメニウスは、こうした学校のありかたを通じ、人びとがすべての知識を共有することによって、戦争が終わり、ヨーロッパが一つになると考えた。この考え方は、現在のユネスコに受け継がれている。

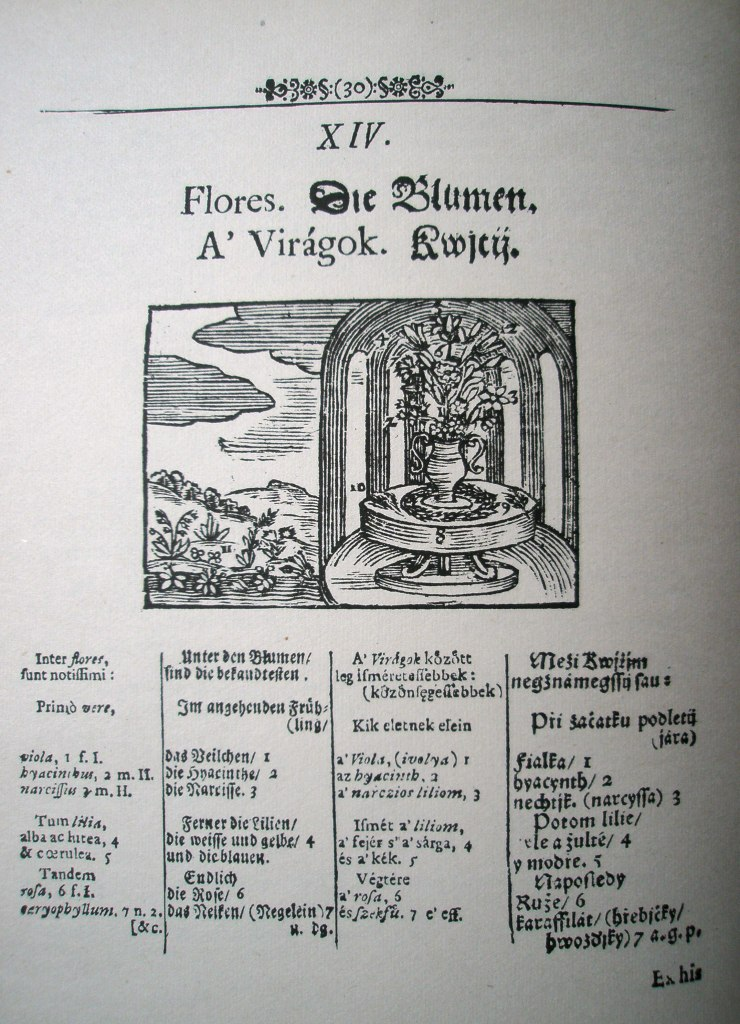
1685年版『世界図絵』、「花」の章

コメニウスの主著は、ラテン語教育の手法を軸に教育学そのものの体系を考案した『大教授学』、『開かれた言語の扉』の他に、世界初の子供のための絵入り子供百科事典『世界図絵』が含まれる。これは、この世界から人体、職業、徳目や世界的な諸宗教に至るまで、偏見のない普遍的な教養のありようを、各ページごとに上に絵、下にその説明を配するといった、科学的な話題について、現在と若干の学問的な進歩の差がみられることを除けば、レイアウトさえ新しくすれば今でもそのまま通用しそうな高水準のものである。
また、コメニウスは、発達段階の全般を通しての生涯学習を初めて体系的に語った教育学者でもあり、そのなかには、誕生前の母親に対しての教育、母親教育から高齢期には、自らの死への心の準備、死の受容といった今日的な観点も含まれている。

## 主要な著書
- 開かれた言語の扉
- 地上の迷宮と魂の楽園
- 大教授学（英語版） - 世界最初の体系的教育学概論書[6]
- 世界図絵 - 世界最初の絵入りの言語入門教科書[7]
- エリアの叫び
- 母親学級の指針
- バンパイデイア
- 覚醒から光へ